# Hilliard (Alberta)
Pour les articles homonymes, voir Hilliard.
Hilliard est un hameau (hamlet) du comté de Lamont, situé dans la province canadienne d'Alberta.